# Phyllotis bonariensis
Phyllotis bonariensis és una espècie de mamífer rosegador de la família dels cricètids. És endèmic del sud-est de la província argentina de Buenos Aires, on viu a altituds d'entre 500 i 2.200 msnm. El seu hàbitat natural són les zones rocoses de les serralades de Ventania. Està amenaçat pel sobrepasturatge del seu medi per cavalls. El seu nom específic, bonariensis, significa ‘de Buenos Aires’.